# Кувро
Кувро (фр. Couvrot) насеље је и општина у североисточној Француској у региону Шампањ-Арден, у департману Марна која припада префектури Витри ле Франсоа.
По подацима из 2011. године у општини је живело 846 становника, а густина насељености је износила 105,09 становника/km². Општина се простире на површини од 8,05 km². Налази се на средњој надморској висини од 125 метара.

## Демографија
| 1962. | 1968. | 1975. | 1982. | 1990. | 1999. | 2011. |
| ----- | ----- | ----- | ----- | ----- | ----- | ----- |
| 789   | 844   | 842   | 965   | 1.069 | 940   | 846   |

График промене броја становника у току последњих година